# Eleccions al Parlament de Galícia de 2020
Les eleccions al Parlament de Galícia de 2020 se celebraren el 12 de juliol de 2020, per a elegir els 75 diputats de la XI legislatura de Galícia. Eixe mateix dia se celebraren també les eleccions al Parlament Basc.
Les eleccions foren convocades inicialment per al 5 d'abril de 2020, però el 16 de març de 2020, el president de la Junta de Galícia, Alberto Núñez Feijóo va anunciar, en el context de la crisi provocada pel coronavirus a Espanya, haver arribat a un acord amb els principals partits de la comunitat per a posposar la celebració dels comicis. Finalment, les eleccions se celebraren el 12 de juliol de 2020, a pesar de l'oposició de la resta de partits amb representació al Parlament de Galícia.

## Antecedents
La moció de censura de 2018 provocà la caiguda del president d'aquell moment Mariano Rajoy, d'ascendència gallega i del PP, i l'elecció de Pedro Sánchez, del PSOE. Després de huit mesos complicats, en els quals el PSOE hagué de dirigir un govern minoritari molt precari, Sánchez convocà eleccions generals el 28 d'abril de 2019. En elles, el Partit Popular perdé la primera posició a Galícia per primera vegada en la seua història, després d'haver guanyat tots els comicis anteriors –locals, autonòmics, generals i europeus– des del seu inici en 1989.
A les eleccions municipals va guanyar el PPdeG i, a les eleccions al Parlament Europeu, va guanyar el PSOE, a pesar quee totes dues van celebrar-se el 26 de maig de 2019. Gràcies als seus bons resultats i als pactes posteriors, estes eleccions van ajudar a pujar el Partit Socialista de Galícia a l'alcaldia de cinc de les set principals ciutats gallegues. A Pontevedra va guanyar el BNG; a La Corunya, Ferrol i Lugo va guanyar el PP; i a Santiago de Compostel·la, Ourense i Vigo va guanyar el PSdeG. En esta última ciutat es va produir una gran derrota per al PP, en obtindre un 13% dels vots, mentre que l'alcalde titular, Abel Caballero, va recollir un 67% per al PSdeG. Gràcies a les aliances amb partits nacionalistes i d'esquerres, el PSOE governa a La Corunya, Ferrol, Lugo, Santiago de Compostel·la i Vigo. El BNG governa a Pontevedra gràcies a un acord amb el PSdeG i Democracia Ourensana governa a Ourense gràcies a un pacte amb el PP. El PPdeG, malgrat ser el partit més votat en tres ciutats gallegues, no governa en cap d'elles, a causa dels pactes d'esquerres.
Les victòries electorals de 2019, en les generals d'abril i en les europees, van alimentar la possibilitat que el PSdeG tornara al govern de la Junta sota el lideratge de Gonzalo Caballero.
Després de les eleccions generals espanyoles de novembre de 2019, el PP va obtindre un 31% dels vots i 10 escons, la qual cosa va fer que guanyara en tota Galícia i a les províncies de La Corunya, Ourense i Lugo. A causa de la bona gestió de la crisi sanitària del COVID-19, el Partit Popular de Galícia, segons les enquestes, revalidaria el govern de la Junta.
Al mateix temps, l'espai polític de la coalició En Marea es va trencar després de grans disputes internes. A la fi de 2018, una crisi relacionada amb l'elecció d'un nou líder del partit va desembocar en una divisió entre un sector oficialista, format pels partits membres fundadors d'En Marea (Podemos, Anova i Esquerda Unida), i un sector crític, format pels membres que feien costat al jutge Luis Villares. En les eleccions internes del 24 de desembre de 2018, Villares va ser ajudat a pujar com a nou líder d'En Marea, enmig d'acusacions de frau electoral. Donada esta situació, es va oficialitzar la ruptura de tots dos sectors, fent que Podemos, Anova i EU abandonaren En Marea, qualificant-ho com un projecte polític "fallit".
Mentre Anova va declinar presentar-se a les eleccions nacionals, Podemos i Esquerda Unida van comunicar la seua concurrència a les eleccions generals, tant les d'abril com les de novembre, amb la marca En común–Unidas Podemos, formant el subgrup Galícia en común dins del Grup Parlamentari Confederal d'Unides Podem al Congrés dels Diputats. Al setembre de 2019, els diputats de Podemos, Anova i EU van formar el Grupo Común da Esquerda al Parlament de Galícia, obligant els continuistes d'En Marea a formar part del Grup Mixt.

### Coronavirus
Les eleccions es van celebrar en el context de la pandèmia de COVID-19 a Espanya, que va obligar a retardar la data de celebració de les mateixes a causa de l'estat d'alarma decretat pel Govern d'Espanya. La pandèmia va provocar que la votació es duguera a terme amb estrictes mesures de seguretat sanitària, com ara l'ús obligatori de mascareta, la distància de seguretat o evitar entregar físicament el DNI. A més, el Govern gallec va prohibir votar a les persones que hagueren tingut una prova PCR positiva al virus en els últims 14 dies, per la qual cosa al voltant de 250 persones infectades no van poder exercir el seu dret al vot. No obstant això, alguns juristes van veure inconstitucional la prohibició, que va impedir exercir un dret fonamental establit en l'article 23 de la Constitució espanyola, prohibició que ni tan sols existeix en els estats d'alarma, excepció o setge.

## Sistema electoral
Les eleccions al Parlament de Galícia repartixen un total de 75 escons i s'aplica un règim electoral basat en quatre aspectes:
- Circumscripció provincial plurinominal.
- Sistema D'Hondt, com a sistema de repartiment d'escons.
- Barrera electoral provincial del 5% dels vots vàlids (suma de vots a candidatura i vots en blanc).
- Llista electoral tancada i bloquejada complint la proporció de dues persones de cada sexe per cada cinc llocs.

La llei electoral autonòmica estableix que el repartiment dels 75 escons entre les províncies es realitza assegurant un mínim de deu escons per província i posteriorment es repartixen els escons proporcionalment a la població. El repartiment d'escons resulta ser el següent:
| Galícia 2 708 339 hab. 75 escons | Prov. | La Corunya | Pontevedra | Lugo       | Ourense    |
| Galícia 2 708 339 hab. 75 escons | Pob.  | 1 121 484  | 940 927    | 331 507    | 309 372    |
| Galícia 2 708 339 hab. 75 escons | Esc.  | 25 escons  | 22 escons  | 14 escons  | 14 escons  |
| Galícia 2 708 339 hab. 75 escons | h/e.  | 44 859 h/e | 42 769 h/e | 23 679 h/e | 22 098 h/e |

## Candidatures
A continuació, es mostra una llista dels principals partits i aliances electorals que concorren a les eleccions, ordenats de major a menor número d'escons en la legislatura prèvia a la convocatòria d'eleccions. Els partits i aliances que conformen el govern en el moment de les eleccions estan ombrejats en verd clar, a l'igual que els candidats que presenten eixos partits i aliances i que tenen una posició rellevant en el gabinet.
| Candidatura | Candidatura                       | Integrants                                  | Candidat/a | Candidat/a                       | Ideologia | Escons |
| ----------- | --------------------------------- | ------------------------------------------- | ---------- | -------------------------------- | --- | ------ |
|             | Partit Popular                    | PPdeG                                       |            | Alberto Núñez Feijóo (President) | Centredreta LlistaCentre polític Monarquisme Galleguisme | 41     |
|             | Partit Socialista de Galícia-PSOE | PSdeG-PSOE                                  |            | Gonzalo Caballero                | Centreesquerra LlistaSocialdemocràcia Progressisme Galleguisme Feminisme Autonomisme                                                                                            | 14     |
|             | Galicia en Común                  | Podemos Esquerda Unida Anova Mareas locales |            | Antón Gómez-Reino                | Esquerra LlistaSocialisme democràtic Progressisme Galleguisme Federalisme Democràcia participativa Populisme d'esquerra Plurinacionalisme Sobiranisme Anticapitalisme Feminisme | 9      |
|             | Bloque Nacionalista Galego        | BNG                                         |            | Ana Pontón                       | Esquerra LlistaNacionalisme gallec Independentisme gallec Socialisme Democràcia directa Ecologisme                                                                              | 6      |
|             | Marea Galeguista                  | En Marea CxG Partido Galeguista             |            | Pancho Casal                     | Centreesquerra LlistaSocialdemocràcia Progressisme Galleguisme Federalisme Nacionalisme gallec Ecologisme Europeisme                                                            | 5      |

## Jornada electoral

### Participació
|  | 19,42 % |

|  | 15,01 % |

|  | 42,97 % |

|  | 42,49 % |

## Resultats
Els resultats van ser sorprenents ja que totes les enquestes mostraven un panorama semblant al de 2016, amb una caiguda lleu del PP i una desfeta de les forces d'esquerra entorn de Podemos. Tanmateix, tot això va resultar en la desaparició d'este últim grup del parlament i, a més, la formació Marea Galeguista va aconseguir menys de 3000 vots. També va sorprendre el sobrepassament del BNG, atés que els sondejos n'anunciaven una pujada, però sense avançar al PSOE. Finalment, van aconseguir arribar a segona força, aconseguint els seus millors resultats des de les eleccions de 1997. Vox, malgrat fer una campanya activa, no va aconseguir entrar al Parlament. Ciutadans va empitjorar els seus resultats del 2016, de forma que va continuar sense representació.
| Eleccions al Parlament de Galícia de 2020 | Eleccions al Parlament de Galícia de 2020                       | Eleccions al Parlament de Galícia de 2020 | Eleccions al Parlament de Galícia de 2020 | Eleccions al Parlament de Galícia de 2020 | Eleccions al Parlament de Galícia de 2020 | Eleccions al Parlament de Galícia de 2020 | Eleccions al Parlament de Galícia de 2020 |
| Candidatura                               | Candidatura                                                     | Sufragis                                  | Sufragis                                  | Sufragis                                  | Sufragis                                  | Escons                                    | Escons                                    |
| Candidatura                               | Candidatura                                                     | Vots                                      | %                                         | ± vots                                    | ± pp                                      | Dip.                                      | Augment · Disminució                      |
| ----------------------------------------- | --------------------------------------------------------------- | ----------------------------------------- | ----------------------------------------- | ----------------------------------------- | ----------------------------------------- | ----------------------------------------- | ----------------------------------------- |
|                                           | Partit Popular de Galícia (PPdeG)                               | 627 762                                   | 47,96                                     | −56 968                                   | +0,42                                     | 42                                        | 1                                         |
|                                           | Bloc Nacionalista Gallec (BNG)                                  | 311 340                                   | 23,79                                     | +190 691                                  | +15,47                                    | 19                                        | 13                                        |
|                                           | Partit dels Socialistes de Galícia-PSOE (PSdeG-PSOE)            | 253 750                                   | 19,39                                     | −3 844                                    | +1,51                                     | 14                                        | =                                         |
|                                           |                                                                 |                                           |                                           |                                           |                                           |                                           |                                           |
|                                           | Galicia en Común–Anova–Mareas (Podemos–EU–Anova)                | 51 630                                    | 3,94                                      | Nou                                       | Nou                                       | 0                                         | 0                                         |
|                                           | Vox (Vox)                                                       | 26 797                                    | 2,05                                      | Nou                                       | Nou                                       | 0                                         | 0                                         |
|                                           | Ciutadans - Partit de la Ciutadania (Cs)                        | 9 840                                     | 0,75                                      | −38 834                                   | −2,63                                     | 0                                         | 0                                         |
|                                           | Partit Animalista Contra el Maltractament Animal (PACMA)        | 6 057                                     | 0,46                                      | −9 080                                    | −0,60                                     | 0                                         | 0                                         |
|                                           | Marea Galeguista (EM-CxG-PGD)                                   | 2 883                                     | 0,22                                      | Nou                                       | Nou                                       | 0                                         | 0                                         |
|                                           | Recortes Cero-Espazo Común-Os Verdes-Municipales (R0-ESCO-LV-M) | 1 835                                     | 0,14                                      | −489                                      | −0,02                                     | 0                                         | 0                                         |
|                                           | Equo Galicia (Equo)                                             | 956                                       | 0,07                                      | Nou                                       | Nou                                       | 0                                         | 0                                         |
|                                           | Partido Comunista dos Traballadores de Galiza (PCTG)            | 896                                       | 0,07                                      | Nou                                       | Nou                                       | 0                                         | 0                                         |
|                                           | Per Un Món Més Just (PUM+J)                                     | 813                                       | 0,06                                      | Nou                                       | Nou                                       | 0                                         | 0                                         |
|                                           | Escons en Blanc (EB)                                            | 559                                       | 0,04                                      | −557                                      | −0,04                                     | 0                                         | 0                                         |
|                                           | Acción Democrática Ciudadanos de Galicia (ADCG)                 | 559                                       | 0,04                                      | −98                                       | −0,01                                     | 0                                         | 0                                         |
|                                           | UNIDOS por el Futuro! (SI-UDP-DEf)                              | 533                                       | 0,04                                      | +232                                      | +0,02                                     | 0                                         | 0                                         |
|                                           | Partit Llibertari (P-LIB)                                       | 312                                       | 0,02                                      | +98                                       | +0,01                                     | 0                                         | 0                                         |
|                                           | CCD-Partido de los Autónomos y Profesionales (CCD-AU.TO.NO.MO.) | 266                                       | 0,02                                      | Nou                                       | Nou                                       | 0                                         | 0                                         |
|                                           | Unió Progrés i Democràcia (UPyD)                                | 230                                       | 0,02                                      | Nou                                       | Nou                                       | 0                                         | 0                                         |
|                                           | Contigo Somos Democracia (CONTIGO)                              | 117                                       | 0,01                                      | Nou                                       | Nou                                       | 0                                         | 0                                         |
|                                           | Converxencia 21 (C21)                                           | 40                                        | 0,01                                      | −455                                      | −0,02                                     | 0                                         | 0                                         |
| Vots en blanc                             | Vots en blanc                                                   | 11 722                                    | 0,90                                      | −2 315                                    | −0,08                                     | n/a                                       | n/a                                       |
| Vots vàlids                               | Vots vàlids                                                     | 1 302 952                                 | 99,05                                     | −131 466                                  | n/a                                       | 75                                        | 75                                        |
| Vots nuls                                 | Vots nuls                                                       | 12 558                                    | 0,95                                      | −1 986                                    | −0,05                                     | n/a                                       | n/a                                       |
| Votants                                   | Votants                                                         | 1 315 510                                 | 58,88                                     | Participació: · \| \| 58,88 % \| 5,25%    | Participació: · \| \| 58,88 % \| 5,25%    | Participació: · \| \| 58,88 % \| 5,25%    | Participació: · \| \| 58,88 % \| 5,25%    |
| Abstenció                                 | Abstenció                                                       | 918 799                                   | 41,12                                     | Participació: · \| \| 58,88 % \| 5,25%    | Participació: · \| \| 58,88 % \| 5,25%    | Participació: · \| \| 58,88 % \| 5,25%    | Participació: · \| \| 58,88 % \| 5,25%    |
| Electors                                  | Electors                                                        | 2 699 505                                 | n/a                                       | Participació: · \| \| 58,88 % \| 5,25%    | Participació: · \| \| 58,88 % \| 5,25%    | Participació: · \| \| 58,88 % \| 5,25%    | Participació: · \| \| 58,88 % \| 5,25%    |
|                                           | 58,88 %                                                         |                                           |                                           |                                           |                                           |                                           |                                           |

### Resultats per províncies
| Candidatura | Candidatura | Galicia | Galicia | Galicia | Galicia              |         | La Corunya | La Corunya | La Corunya           | La Corunya | Pontevedra | Pontevedra | Pontevedra           | Pontevedra | Lugo  | Lugo | Lugo                 | Lugo   | Ourense | Ourense | Ourense              | Ourense |
| Candidatura | Candidatura | Vots    | %       | Esc.    | Augment · Disminució | Vots    | %          | Esc.       | Augment · Disminució | Vots       | %          | Esc.       | Augment · Disminució | Vots       | %     | Esc. | Augment · Disminució | Vots   | %       | Esc.    | Augment · Disminució |         |
| ----------- | ----------- | ------- | ------- | ------- | -------------------- | ------- | ---------- | ---------- | -------------------- | ---------- | ---------- | ---------- | -------------------- | ---------- | ----- | ---- | -------------------- | ------ | ------- | ------- | -------------------- | ------- |
|             | PPdeG       | 625 182 | 47,98   | 42      | 1                    | 262 378 | 49,17      | 14         | 1                    | 191 165    | 42,38      | 11         | =                    | 89 125     | 54,69 | 9    | 1                    | 82 514 | 53,13   | 8       | 1                    |         |
|             | BNG         | 310 137 | 23,80   | 19      | 13                   | 132 659 | 24,86      | 7          | 5                    | 111 405    | 24,70      | 6          | 4                    | 35 095     | 21,54 | 3    | 2                    | 30 978 | 19,95   | 3       | 2                    |         |
|             | PSdeG-PSOE  | 252 537 | 19,38   | 14      | =                    | 89 285  | 16,73      | 4          | 1                    | 104 296    | 23,12      | 5          | 1                    | 28 373     | 17,41 | 2    | 1                    | 30 583 | 19,69   | 3       | 1                    |         |

## Diputats electes
| ← Eleccions al Parlament de Galícia de 2020 → Diputats electes | | | | |
| Candidatura                                                    | La Corunya | Lugo | Ourense | Pontevedra |
| PPdeG (42 diputados)                                           | - María Ángeles Vázquez Mejuto - Diego Calvo Pouso - Martín Fernández Prado - José Manuel Rey Varela - Ethel María Vázquez Mourelle - Miguel Ángel Tellado Filgueira - Pedro Puy Fraga - Fabiola García Martínez - Rosa María Quintana Carballo - Álvaro Pérez López - Borja Verea Fraiz - Paula Prado del Río - Carmen María Pomar Tojo - Ovidio Rodeiro Tato | - María Elena Candia López - Francisco José Conde López - Cristina Sanz Arias - Raquel Arias Rodríguez - José Manuel Balseiro Orol - Ramón Carballo Páez - Sandra Vázquez Domínguez - María Encarnación Amigo Díaz - Daniel Vega Pérez | - María Sol Díaz Mouteira - Miguel Ángel Santalices Vieira - José González Vázquez - Marta Nóvoa Iglesias - Antonio Rodríguez Miranda - Noelia Pérez López - Gabriel Alén Castro - José Antonio Armada Pérez | - Alberto Núñez Feijóo - María Corina Porro Martínez - Alfonso Rueda Valenzuela - Jesús Vázquez Almuiña - María Guadalupe Murillo Solís - Román Rodríguez González - Valeriano Martínez García - José Manuel Cores Tourís - Marta María Fernández-Tapias Núñez - María Elena Suárez Sarmiento - Alberto Pazos Couñago |
| BNG (19 diputados)                                             | - Ana Pontón Mondelo - Xosé Luis Rivas Cruz - Mercedes Queixas Zas - Rosana Pérez Fernández - Ramón Fernández Alfonzo - Daniel Pérez López - Iria Carreira Pazos | - Olalla Rodil Fernández - Daniel Castro García - María del Carmen Aira Díaz | - Noa Presas Bergantiños - Iago Tabarés Pérez Piñeiro - María González Albert | - Xosé Luís Bará Torres - María Monserrat Prado Cores - Alexandra Fernández Gómez - Manuel Antonio Lourenzo Sobral - María do Carme González Iglesias - Paulo Ríos Santomé |
| PSdeG-PSOE (14 diputats)                                       | - Pablo Arangüena Fernández - Noa Susana Díaz Varela - Martín Seco García - Matilde Begoña Rodríguez Rumbo | - Patricia Otero Rodríguez - Luis Manuel Álvarez Martínez | - Marina Ortega Otero - Juan Carlos Francisco Rivera - María del Carmen Rodríguez Dacosta | - Gonzalo Caballero Míguez - María Isaura Abelairas Rodríguez - Paloma Castro Rey - Julio Torrado Quintela - María Leticia Gallego Sanromán |

## Investidura del president de la Junta de Galícia
| Candidat                     | Data                                                      | Vot       | centrado | sinmarco |    | Total   |
| ---------------------------- | --------------------------------------------------------- | --------- | -------- | -------- | -- | ------- |
| Alberto Núñez Feijóo (PPdeG) | 3 de setembre de 2020 Majoria requerida: Absoluta (38/75) | Sí        | 42       |          |    | 42 / 75 |
| Alberto Núñez Feijóo (PPdeG) | 3 de setembre de 2020 Majoria requerida: Absoluta (38/75) | No        |          | 19       | 14 | 33 / 75 |
| Alberto Núñez Feijóo (PPdeG) | 3 de setembre de 2020 Majoria requerida: Absoluta (38/75) | Abstenció |          |          |    | 0 / 75  |
| Alberto Núñez Feijóo (PPdeG) | 3 de setembre de 2020 Majoria requerida: Absoluta (38/75) | Absència  |          |          |    | 0 / 75  |

| Candidat              | Data                                                   | Vot       |    |    |    | Total   |
| --------------------- | ------------------------------------------------------ | --------- | -- | -- | -- | ------- |
| Alfonso Rueda (PPdeG) | 12 de maig de 2022 Majoria requerida: Absoluta (38/75) | Sí        | 41 |    |    | 41 / 75 |
| Alfonso Rueda (PPdeG) | 12 de maig de 2022 Majoria requerida: Absoluta (38/75) | No        |    | 19 | 14 | 33 / 75 |
| Alfonso Rueda (PPdeG) | 12 de maig de 2022 Majoria requerida: Absoluta (38/75) | Abstenció |    |    |    | 0 / 75  |
| Alfonso Rueda (PPdeG) | 12 de maig de 2022 Majoria requerida: Absoluta (38/75) | Absència  | 1  |    |    | 1 / 75  |